# غوستاف كونزي
غوستاف كونزي (1793-1851) (بالإنجليزية: Gustav Kunze)‏ هو عالم نبات ألماني. سمي جنس النبات الكونزية (الاسم العلمي:Kunzea) من قبل عالم النبات الألماني لودفيغ ريخنباخ تكريماً له.

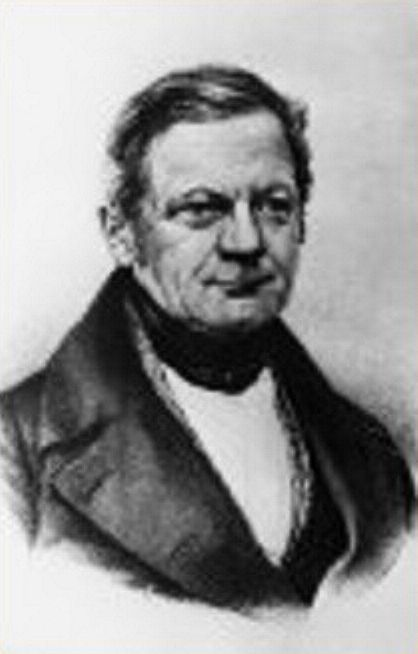